# Comuna Rașivka, Hadeaci
Rașivka (în ucraineană Рашівка) este o comună în raionul Hadeaci, regiunea Poltava, Ucraina, formată din satele Novîi Vîselok și Rașivka (reședința).

## Demografie
Componența lingvistică a comunei Rașivka
     Ucraineană (96,23%)
     Rusă (2,75%)
     Alte limbi (0,44%)
Conform recensământului din 2001, majoritatea populației comunei Rașivka era vorbitoare de ucraineană (96,23%), existând în minoritate și vorbitori de rusă (2,75%).